# Wepsen

Flagge

Die Wepsen sind ein finno-ugrisches Volk ostsee-finnischen Ursprungs in Nordwestrussland. Ihr heutiges Verbreitungsgebiet befindet sich zwischen dem Ladogasee, Onegasee und dem Wologdasee. Laut 2021 durchgeführter russischer Volkszählung gibt es 4534 Wepsen, von denen sich 1276 als Muttersprachler bezeichnen und 2173 wepsisch sprechen. Die wepsische Sprache gehört zu den finno-ugrischen Sprachen.
Die Wepsen unterteilen sich in drei Hauptgruppen:
- Nordwepsen: in Karelien um den Onegasee, südlich der karelischen Hauptstadt Petrosawodsk
- Mittelwepsen: vor allem um Sankt Petersburg, südlich des Onegasees und westlich des Weißen Sees, in der Oblast Wologda und im Gebiet Sankt Petersburg
- Südwepsen: östlich der Stadt Sankt Petersburg und im Südosten des Gebiets Sankt Petersburg

## Sprache und Demografie
Die Sprache der Wepsen gehört zur ostseefinnischen Gruppe der finno-ugrischen Sprachen. Ihre nächsten Verwandten sind das Karelische, das Ischorische und das Finnische. Die Bezeichnung Wepsen kommt aus den südwepsischen Dialekten. In anderen Dialekten lautet die Selbstbezeichnung t’ähine, t’ägälaine (Einheimische, diejenigen die hier leben).
Nördlich und östlich des Onegasees leben die Lüdier (l’üd’inik, russisch ljudiki), die eine ostseefinnische Sprache sprechen.
Den drei Hauptgruppen der Wepsen lassen sich drei Hauptdialekte zuordnen, von denen der mittelwepsische Dialekt die meistgesprochene Varietät darstellt. In den 1930er Jahren wurde der Versuch unternommen, aus diesem Dialekt eine Literatursprache zu entwickeln, doch kam es aus politischen Gründen nur zur Veröffentlichung weniger Textbücher und Grammatiken.
| Jahr | Anzahl der Wepsen                |
| ---- | -------------------------------- |
| 1897 | 25.284                           |
| 1926 | 32.773                           |
| 1939 | 32.000                           |
| 1959 | 18.400 (Muttersprachler: 46,1 %) |
| 1970 | 8.281                            |
| 1979 | 8.094 (Muttersprachler: 38,4 %)  |
| 1989 | 12.501                           |
| 2010 | 5.936 (Muttersprachler: 27,6 %)  |
| 2021 | 4.536 (Muttersprachler: 28,1 %)  |

Im Jahr 1989 sprachen von den gut 12.000 Wepsen nur 50 % die wepsische Sprache, noch weniger gaben sie als ihre Muttersprache an. 2002 bezeichneten sich laut russischer Zählung nur noch 8200 Menschen als Wepsen, von denen 69 % (5685) Wepsisch sprachen. Die Tendenz ist weitgehend rückläufig, so kann zum jetzigen Zeitpunkt gemäß dem russischen Zensus nur mehr von circa 6.000 Wepsen ausgegangen werden, von denen knapp 2400 die wepsische Sprache sprechen. In Karelien existierte bis Ende 2005 ein kleiner autonomer Landkreis (Vepsän rahvahaline volost’). Laut russischer Volkszählung von 2002 lebten in dem Kreis 3493 Menschen, davon gaben 1202 ihre Nationalität als wepsisch an.

## Geschichte
Es wird heute vermutet, dass die Wepsen Nachfahren des historisch mehrfach erwähnten Stammes der Wes sind. In der Chronik des Jordanes werden im 6. Jahrhundert die Völker „Vas“ und „Vasina“ erwähnt.

### Kiewer Rus
Die Nestorchronik berichtet, dass im Jahr 862 der Stamm der Wes gemeinsam mit Tschuden, „Slowenen“ (Ilmenslawen) und Kriwitschen zu den Gründern der Kiewer Rus gehörte. In russischen Chroniken wird der Begriff Wes sowohl als Ausdruck für ein Volk als auch für das Land, das sie bewohnen, gebraucht.
Den Wes werden auch Überreste aus Grabhügeln zugeordnet, die zwischen 950 und 1100 am südöstlichen Ufer des Ladogasees und in der Region des Flussdeltas von Wolchow und Swir angelegt wurden. In den Gräbern gefundener skandinavischer Schmuck deutet auf Handelsbeziehungen zwischen den finno-ugrischen Völkern und westlichen Stämmen hin.
Zwischen dem 10. und 12. Jahrhundert stießen die Wes Richtung Osten und Süden vor und erreichten so das östliche Ufer des Ladogasees. Dass es in den nordwestlichen Dialekten der syrjänischen Sprache Lehnwörter aus der wepsischen Sprache gibt, könnte ein Hinweis darauf sein, dass vom 8. bis 12. Jahrhundert Kontakte zwischen Wepsen und Syrjänen bestanden.
Kurz nach dem 12. Jahrhundert verschwindet der Name Ves aus russischen Quellen, was russische Historiker zu der Annahme veranlasste, die Wes hätten sich assimiliert und seien in der russischen Bevölkerung aufgegangen. Doch die Wepsen konnten ihre ethnische Unabhängigkeit bewahren und lebten weiterhin in ihrer Heimatregion, in deren südlichem Teil sie Anfang des 11. Jahrhunderts zur Minderheit wurden.

### Russische Kolonisierung
Die Christianisierung setzte ein und Klöster wurden gebaut. Russische Kolonisation führte zu gebietsweiser Enteignung der Wepsen und zu Leibeigenschaft der ortsansässigen Bevölkerung. Als Reaktion darauf emigrierten viele Wepsen ab dem 15. Jahrhundert in Richtung Norden und Nordosten.
Durch die sich ausweitende russische Kolonisation sind die finno-ugrischen Völker meist inselartig angesiedelt, so auch die Wepsen, die zu keiner Zeit eine unabhängige administrative Einheit darstellten. Viele assimilierten sich in die karelische Gemeinschaft und nahmen ihre Dialekte an.
In der Mitte des 12. Jahrhunderts bezahlten die Wepsen Steuern an die Wolgabulgaren. Nach dem Untergang des Fürstentums Belosersk wurde das Gebiet unter die Macht des Großfürstentums Moskau gestellt. Die Region musste zwei Pestepidemien standhalten, welche viele Opfer in der Bevölkerung forderten.

### 19.Jahrhundert
Wissenschaftler wurden erst im 19. Jahrhundert auf die Wepsen aufmerksam, nachdem Andreas Johan Sjögren 1824 erstmals über sie schrieb. Dennoch sollte es noch Jahrzehnte dauern, bis sich ein klares Bild ihres Landes und ihrer Lebensumstände abzeichnete.

### Sowjetische Nationalitätenpolitik

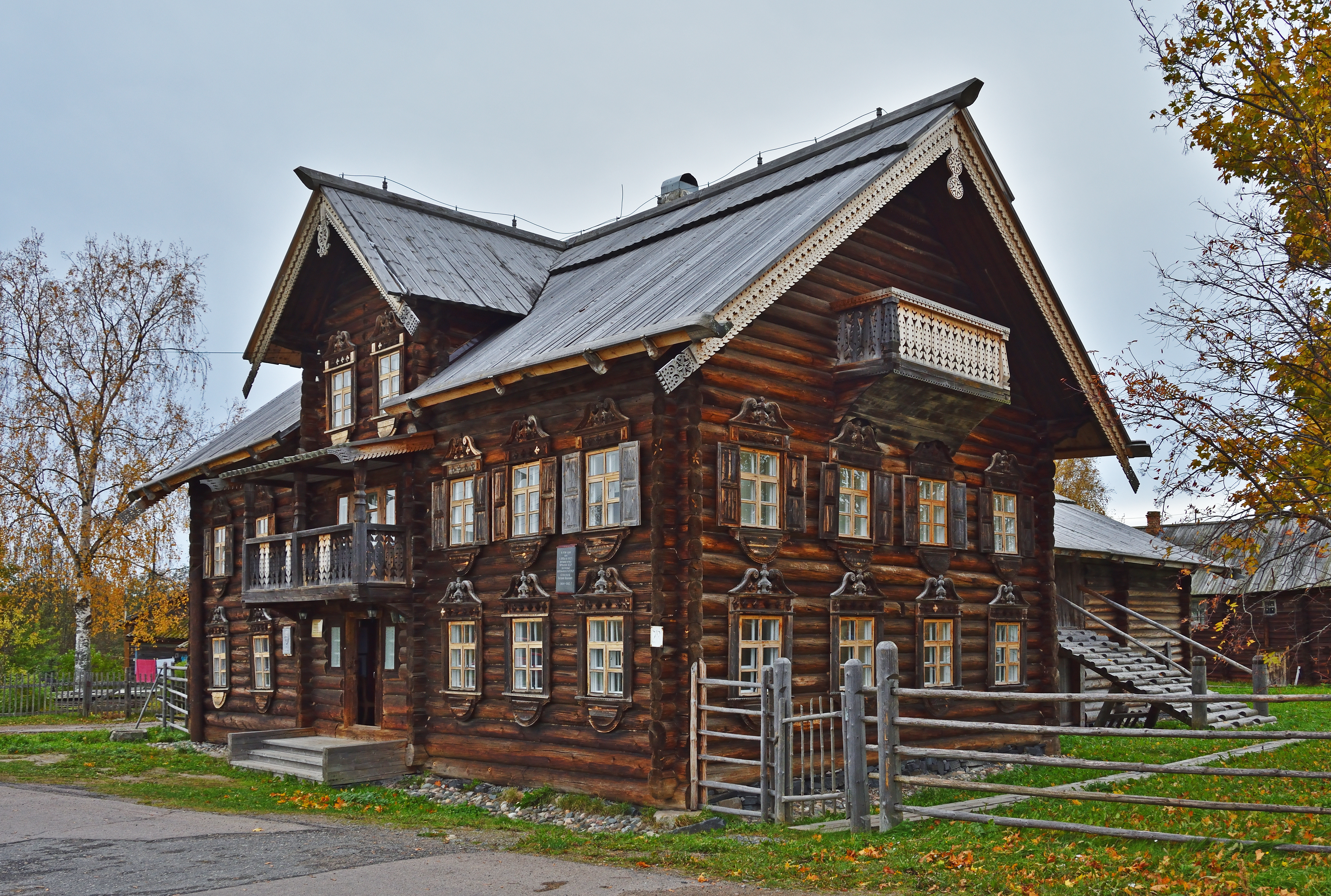
Lonin-Museum für wepsische Ethnographie, Schjoltosero, Russland

Das 20. Jahrhundert begann im Hinblick auf die Entwicklung einer nationalen Identität vielversprechend für die Wepsen. Dabei wurden sie von der damaligen offiziellen sowjetischen Nationalpolitik unterstützt. 24 administrative Einheiten wurden gegründet, von denen einige auch in zwei Bezirke unterteilt wurden. In diese Zeit fällt die Eröffnung erster wepsischsprachiger Schulen. Eine Abteilung für Minderheiten im Leningrader Bezirksamt wurde mit der Übertragung einer geschriebenen Form des Wepsischen ins lateinische Alphabet beauftragt. Das erste Buch in wepsischer Sprache erschien 1932. Insgesamt wurden mehr als 20 Bücher zwischen 1932 und 1937 veröffentlicht; der Großteil waren Schulbücher.
Die stalinistische Politik unterdrückte die aufkeimenden Bestrebungen der Wepsen. Alle nationalen und kulturellen Aktivitäten wurden verboten, ab 1937 war allein Russisch Kultursprache. Wepsische Schulen wurden geschlossen, Schulbücher verbrannt und wepsische Intellektuelle verfolgt. Die Nationalbezirke wurden abgeschafft und die Wepsen gezwungen, sich in die russische Bevölkerung zu assimilieren.
Während des Fortsetzungskrieges im Zweiten Weltkrieg okkupierte Finnland das wepsische Gebiet am Onegasee. Die finnischen Besetzer richteten eine finnische Verwaltung und Bildungssystem ein.

### Heutige Situation
Das nationale Selbstverständnis der Wepsen als eigene Ethnie geht immer weiter zurück, und das Fortbestehen ihrer Sprache und Kultur bleibt ungewiss. Assimilation mit der russischen Sprache, Religion und Kultur findet überall statt und alle Wepsen sind bilingual. Das Volk der Wepsen ist vom Aussterben bedroht.
Politisch gehören sie zu den kleinen indigenen Völkern des russischen Nordens, Sibiriens und des russischen Fernen Ostens, die im Dachverband RAIPON organisiert sind.

## Traditionelle Kleidung
Die wepsische Frauenkleidung enthält sowohl russische als auch baltisch-finnische Elemente. So tragen die Frauen sowohl den russischen Sarafan über einem weißen, reich bestickten Hemd als auch eine Kombination aus Rock und Bluse, komplettiert mit Gürtel und ornamentierten Tüchern, was wiederum der finnisch-baltischen Tradition entspricht.

## Volkskunst

### Stickerei
Die dekorative Kunst der Wepsen zeigt sich an bestickten Blusen, Hemden, Röcken, Kopfbedeckungen, Tüchern und Bettlaken aus weißem Leinen. Alte Muster und ihre späteren Varianten hielten sich bis ins 19. Jahrhundert, die traditionellen Farben waren Weiß und Rot. Das am häufigsten vorkommende Motiv ist ein Baum und eine weibliche Figur in der Mitte, zu deren Rechten und Linken Pferde, Reiter und Vögel angeordnet sind. Der Baum steht dabei als Symbol für das Leben, während die Frauenfigur in ihrer Haltung mit erhobenen Händen als Symbol der Fruchtbarkeit gilt. Die Pferde kann man als Zeichen der Sonne verstehen, die Reiter stehen für die Naturgötter. Seit dem 19. Jahrhundert verloren sie allerdings ihre religiöse Bedeutung und wurden fortan als abstrakte geometrische Muster repräsentiert.

### Schnitzerei
Die Wepsen zeigen so wie andere finno-ugrische Völker eine besondere Vielfalt an Schnitzereitechniken. So schnitzten sie Krüge in Form von Booten, deren Henkel als Pferde- oder Vogelkopf enden. Diese wurden in verschiedenen Größen hergestellt und in erster Linie zum Biertrinken, aber auch für Beerdigungsrituale benutzt. Die Bootform bezieht sich hier auf die Weltsicht, die Erde sei flach und bewegungslos und von einem Ozean umgeben, aus dem die Sonne auf- und untergehe. Die Pferde und Vögel verstanden die Wepsen als Symbol der Sonne und ihres Laufes. Das Pferd taucht in den Ozean ein, um sich dort in einen Wasservogel zu verwandeln, der Richtung Osten fliegt.

## Essen und Trinken
Zu den wepsischen Spezialitäten zählen Sauerteigbrot, Fischgerichte und verschiedenes mit Fisch gefülltes Gebäck. Nationalgetränke sind Bier und Kwas.

## Feste und Riten
Die Festivitäten und Riten der Wepsen überschneiden sich mit denen der nordrussischen Gemeinschaft. Doch sind einige ursprüngliche Traditionen erhalten geblieben. Heiratsanträge werden – entgegen dem russischen Brauch – nicht tagsüber, sondern nachts gemacht. Bei der Hochzeit ist es üblich, das junge Paar frisch gefüllte Piroggen probieren zu lassen. Auch Beerdigungsrituale unterscheiden sich von denen der Nordrussen. So wird der Tote nach alter baltisch-finnischer Tradition singend beerdigt, da der Glaube herrscht, er komme sonst nicht ins Jenseits. Auch gibt es den alten Brauch, den Toten, solange er noch im Haus ist, von den Jüngsten durch Tanz und Musik „unterhalten“ zu lassen. Bei der Beerdigung wird er dann auf einem Schlitten gezogen, und nach karelischer Sitte werden Münzen in sein Grab geworfen, um für die Erde, in der er liegt, zu bezahlen.

## Glaube
Da die Wepsen im 11. und 12. Jahrhundert christianisiert wurden, ist wenig ihrer ursprünglichen spirituellen Kultur erhalten geblieben, welche die Rolle des Menschen in seiner Umwelt und die Beziehung zwischen Mensch und Natur verdeutlicht. In diesem Naturglauben hatten die Bäume Seelen. Speziell geformte leicht erhöht stehende Bäume wurden verehrt. So wurden ihnen verzierte Tücher als Gabe in die Zweige gehängt.
Als von der Landwirtschaft geprägtes Volk glaubten die Wepsen an die göttlichen Kräfte der Natur. Sie verehrten die Sonne als Quelle des Lichtes und der Wärme, sie glaubten an die Natur als Göttin der Fruchtbarkeit und die Existenz des Waldgeistes und Wassergeistes. Vor der Jagd wurde zum Waldgeist gebetet und ihm als Opfergabe Federn, Brotkrumen, Schießpulver oder Nägel gebracht. Er wurde um Glück ersucht und erteilte die Erlaubnis, Beeren zu pflücken oder Bäume zu fällen. Verletzte man aber die Natur willentlich, indem man beispielsweise Zweige abbrach oder Pilze zertrat, musste man sich vor der Bestrafung durch den Waldgeist fürchten. Der wepsische Schriftsteller Anatoli Petuhov (* 1934) schreibt über diesen Glauben, vermittelt durch die Geschichten seiner Großmutter. So wächst demjenigen, der einen Baum verletzt, eine Wurzel in den Weg oder es verirren sich Ameisen unter sein Hemd.
Der Geist des Wassers – dessen Name auszusprechen verboten war – wurde auch mit Opfergaben bedacht und für das Baden und Fischen um Erlaubnis gefragt.
Die Wepsen glaubten an einen beschützenden Hausgeist, der über die Gesundheit und das Glück der Bewohner wacht. Auch für ihn wurden Früchte und kleinere Gegenstände geopfert. Bei Krankheit suchten sie die Hilfe eines schamanischen Heilers, des Nojd.

## Kultur der Gegenwart
Jüngst gibt es erneute Bestrebungen mit dem Ziel einer allgemeinen Literatursprache. Wepsisch wurde zur regionalen Sprache des ethnischen Gebiets der Wepsen und wird dort an den Schulen unterrichtet. Schulbücher auf wepsisch werden seit 1991 veröffentlicht. Der bekannteste wepsische Autor war Nikolai Abramow. Er veröffentlichte den ersten wepsischen Prosaband. Neben seiner Tätigkeit als Schriftsteller ist er als Journalist und Übersetzer tätig. Er schreibt in wepsisch und russisch.
Auch musikalisch gibt es moderne Strömungen. Die Band Noid, die aus drei professionellen Musikern aus Petrosawodsk besteht, der Sängerin Alina Kartynen, Vladimir Solovjev am Keyboard und Alexander Shashin am Bass, spielt wepsische Lieder als elektronische Weltmusik.
Traditionelle wepsische Volkslieder werden in dem seit 1936 bestehenden Volkschor gesungen, der auf nationalen und internationalen Festivals auftritt.
Seit 1987 findet jährlich das Elonpu (Lebensbaum-)Fest im Dorf Vinnici in der Oblast Leningrad statt. Hier werden wepsische Traditionen, Handwerk, Kunst, Musik, Tanz und Küche gefeiert.
Seit 1993 erscheint in Petrosawodsk monatlich auf Wepsisch und Russisch die Zeitschrift Kodima, das wichtigste Sprachrohr der Wepsen. Auch ein monatliches Kindermagazin gibt es.